# Jan Paroulek
Jan Paroulek (20. července 1922 Oseček – 29. ledna 2008 Přerov) byl český válečný veterán, brigádní generál ve výslužbě.
Za 2. světové války se zúčastnil bitev ve Francii, Anglii a Belgii. Jednání v Mnichově a následné odstoupení československého pohraničí ho zastihlo během studijního pobytu na francouzském lyceu v Nîmes. Nastoupil jako dobrovolník do československé pěší divize v rámci francouzské armády. Po kapitulaci Francie odcestoval do Velké Británie aby zde mohl pokračovat v odboji. V Londýně také mohl na Francouzském institutu a Československé státní škole dokončit své středoškolské vzdělání.
Poté vystudoval několik vojenských kurzů a v roce 1943 byl jako velitel tankové čety poslán na boje na západní frontě do Dunkerque jako velitel tankové čety.
Získal řadu válečných ocenění, mimo jiné Československý válečný kříž 1939 a nejvyšší francouzské státní vyznamenání Řád čestné legie. V roce 1947 působil jako československý zástupce v britském okupačním sektoru v Klagenfurtu v Rakousku.
Po roce 1948 byl komunistickým režimem perzekvován – byl propuštěn z armády a za údajnou špionáž a velezradu odsouzen na 12 let. V jáchymovských Uranových dolech strávil 10 let. Po propuštění pracoval jako zedník, později jako stavební technik.
V roce 1991 byl Jan Paroulek plně rehabilitován a povýšen do hodnosti plukovníka, v roce 2005 do hodnosti brigádního generála. Zemřel v lednu 2008 po vážné nemoci.